# Jerry Tamashiro
Jerry Tamashiro, né le 18 mars 1971 à Lima au Pérou, est un footballeur péruvien d'origine japonaise qui évoluait au poste d'attaquant.

## Biographie
Formé à l'AELU, club liménien du quartier de Pueblo Libre, Tamashiro réalise l'essentiel de sa carrière de footballeur au Pérou en jouant notamment pour l'Universitario de Deportes (champion en 1990) et le Deportivo Municipal.
En 1997, il est à nouveau sacré champion du Pérou au sein de l'Alianza Lima, puis s'expatrie l'année suivante en MLS au Miami Fusion où il dispute 12 matchs (trois buts marqués).
Il revient au Pérou afin de jouer au Juan Aurich en 1999. En 2000, il évolue en 2e division, au Deportivo Aviación, au sein duquel il est sacré champion et meilleur buteur du tournoi. Il met fin à sa carrière de joueur au Deportivo Municipal en 2001.
En 2020, il accompagne Jorge Luis Pinto comme adjoint à la tête de l'équipe des Émirats arabes unis.

## Palmarès
| Universitario de Deportes - Championnat du Pérou (1) : - Champion : 1990. |  | Alianza Lima - Championnat du Pérou (1) : - Champion : 1997. |  | Deportivo Aviación - Championnat du Pérou D2 (1) : - Champion : 2000. - Meilleur buteur : 2000. |